# Сказка о потерянном времени (сказка)
Ска́зка о поте́рянном вре́мени — сказка советского писателя, драматурга и поэта Евгения Шварца и его же пьеса в трёх действиях.
Произведение было сочинено в 1940 году в виде устного рассказа и впервые опубликовано в ленинградском детском журнале «Костёр». Одна из последующих публикаций — в журнале детской художественной самодеятельности «Затейник», 1948, № 2 (неавторская инсценировка по сказке). В ноябре 1948 года самим Евгением Шварцем была опубликована пьеса в трёх действиях «Сказка о потерянном времени». Пьеса экранизирована в 1964 году.

## Сюжет
В «Сказке о потерянном времени» идёт повествование о школьнике 3 класса Пете Зубове, бездарно тратившем своё время и, в результате, превратившемся в старичка.
Чтобы вернуться в своё изначальное, «юное» состояние, Зубову нужно найти ещё троих товарищей по несчастью и произвести, совместно с ними, определённые манипуляции со стрелками настенных часов в лесной избушке…
Действие сказки происходит зимой, действие пьесы - весной.

### Персонажи
- 4 школьника:
  - Петя Зубов;
  - Маруся Поспелова;
  - Наденька Соколова;
  - Зайцев Вася.
- 4 злых волшебника:
  - Пантелей Захарович;
  - Сергей Владимирович;
  - Ольга Капитоновна;
  - Марфа Васильевна.
- Гардеробщица тётя Наташа;
- Мать Пети;
- Старушка с большой корзинкой.

### Театральные постановки и экранизации
- 1964 — советский фильм Сказка о потерянном времени — автор сценария В. А. Лифшиц, режиссёр А. Л. Птушко[2].

#### Мультфильмы
- 1978 — Сказка о потерянном времени[3]
- 1990 — Сказка о потерянном времени (музыкально-кукольный фильм-спектакль) — режиссёр Дмитрий Генденштейн

#### Театр «МЕЛ»
- 2006 — «Сказка о потерянном времени» — режиссёр Е. Махонина